# آق بيشيم
آق بيشيم (بالروسية: Ак-Бешим)، (باللاتينية: Ak-Beshim) (بالعربية: آق بيشيم)، قرية في مقاطعة تشوي، في قيرغيزستان. بلغ عدد سكانها حوالي 2،748 نسمة في عام 2015.